# NGC 5216A
NGC 5216A is een spiraalvormig sterrenstelsel in het sterrenbeeld Grote Beer. Het hemelobject werd op 19 maart 1790 ontdekt door de Duits-Britse astronoom William Herschel.

## Synoniemen
- UGC 8571
- MCG 10-19-95
- ZWG 294.49
- IRAS 13329+6215
- PGC 47854